# Hylesia colombex
Hylesia colombex är en fjärilsart som beskrevs av Paul Dognin 1923. Hylesia colombex ingår i släktet Hylesia och familjen påfågelsspinnare. Inga underarter finns listade i Catalogue of Life.